# Isole Barat Daya
Le Isole Barat Daya (indonesiano: Kepulauan Barat Daya) è un arcipelago situato nel Mar di Banda, a nord-est dell'isola di Timor, nella provincia di Maluku, in Indonesia. Le parole indonesiane Barat Daya significano "a sud-ovest", in riferimento alla posizione delle isole rispetto alla capitale della provincia di Maluku, Ambon. Sebbene geograficamente facciano parte del gruppo delle Piccole Isole della Sonda, le Isole Barat Daya formano una delle suddivisioni amministrative della provincia di Maluku.

## Geografia

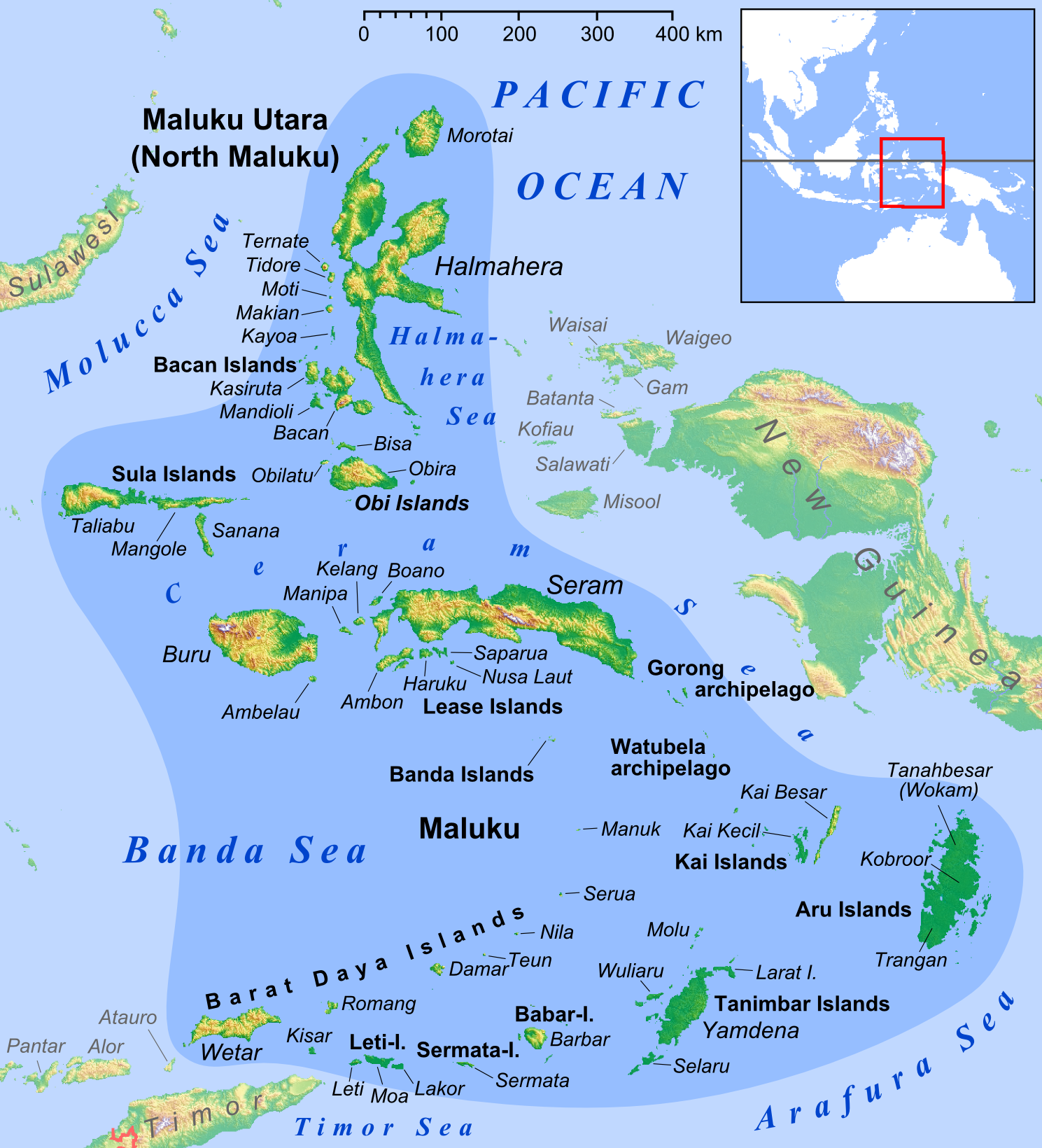
Le isole Barat Daya

### L'isola di Wetar
Wetar è l'isola più grande dell'arcipelago, che comprende anche le isole vulcaniche Romang e Damar. Wetar è formata principalmente da crosta oceanica, spinta in superficie dalla collisione delle placche indo-australiana ed euroasiatica.

### Le altre isole
Le isole Barat Daya fanno parte di un arco vulcanico che comprende le Isole Banda, creato dalla collisione della placca indo-australiana e la placca euroasiatica.

Le isole Barat Daya e Banda costituiscono un arco interno; l'arco esterno, che include Timor, le isole Tanimbar e le isole Kai, è in gran parte costituito da crosta oceanica innalzata dalla collisione, e avvolge a sud e ad est l'arco interno. A nord di Wetar sorge il vulcano Gunungapi Wetar, uno stratovulcano che si innalza per circa 5000 metri, di cui solo 282 metri sopra il livello del mare. Sono state segnalate due forti eruzioni nel 1512 e 1699.
Le Isole Barat Daya, insieme a Timor, Nusa Tenggara (Piccole Isole della Sonda), Sulawesi e la maggior parte delle Molucche, fanno parte di Wallacea, un'area che comprende varie piccole isole indonesiane separate da acque profonde sia dalla piattaforma continentale australiana che da quella asiatica. Le isole di Wallacea non hanno mai avuto una striscia di terra che le collegasse con l'Asia o l'Australia e, di conseguenza, presentano una fauna e una flora inusuale, a metà strada tra quella dei due continenti.
Il clima è caldo e umido, con forti piogge stagionali sulla base dei monsoni. Le isole sono per la maggior parte ricoperte da foreste secche tropicali, con molti alberi che perdono le loro foglie nella stagione asciutta.

## Popolazione
La maggioranza degli abitanti dell'arcipelago sono di discendenza papuana. Molti sono musulmani, ma altresì esiste una discreta minoranza cristiana.
Le lingue parlate appartengono al ramo maleo-polinesiaco, appartenente al gruppo delle lingue austronesiane e sono simili a quelle di Timor.

## Economia
L'economia si basa su un'agricoltura di sussistenza, in particolare la coltivazione di sago. I gusci di tartaruga sono un prodotto di esportazione. Wetar possiede molte miniere d'oro e le operazioni di estrazione stanno causando problemi ambientali.